# Édgar Sanabria
Luis Édgar Sanabria Arcia (Caracas, Venezuela, 3 de octubre de 1911 - ibídem, 24 de abril de 1989) fue un abogado, profesor, diplomático y político venezolano, presidente provisional de Venezuela en 1958, poco después de la caída de la dictadura de Marcos Pérez Jiménez.
Sus mayores logros en su corto periodo por el ejecutivo fueron la ley de autonomía universitaria y el aumento del impuesto petrolero.

## Biografía

### Actividad académica y profesional
Nació en Caracas el 3 de octubre de 1911. Sus padres fueron Jorge Sanabria Bruzual y Magdalena Arcia. Descendía de canarios. Inició sus estudios en el colegio de los Padres Franceses, el Instituto San Pablo y en el Liceo Caracas, el cual posteriormente fue renombrado Liceo Andrés Bello; aquí se graduó como bachiller en el año de 1928. Más tarde, ingresó en la Universidad Central de Venezuela, cursó la carrera de Derecho y obtuvo el título de Doctor en Ciencias Políticas, el 31 de julio de 1935, con la tesis La interpretación de la ley. El año siguiente, consiguió el título de profesor normalista del Instituto Pedagógico de Caracas. En 1936 es galardonado con el Premio Andrés Bello de la Academia Venezolana de la Lengua, por su trabajo sobre el literato zuliano Rafael María Baralt. 
Entre 1940 y 1941 trabajó como profesor en el Liceo Andrés Bello y en la Universidad Central de Venezuela (UCV). Entre los años 1936 y 1958, dictó las asignaturas de Derecho Civil y de Derecho y su Historia, en la UCV. Como reconocimiento a su labor, fue seleccionado en 1940 como individuo de número de la academia de la lengua.
Además fue subdirector de la Biblioteca Nacional entre 1936-1940 y nombrado consultor jurídico de los ministerios de Relaciones Exteriores, Hacienda y Fomento entre los años 1942-1943.
Sanabria ocupó el cargo de subdirector del Ministerio de Educación en 1944, fue miembro del Consejo de la Facultad de Derecho de la UCV y profesor de Derecho Romano en la Universidad Católica Andrés Bello durante cuatro años; así como en la Universidad Santa María por tres años. También enseñó en la Escuela de las Fuerzas Armadas de Cooperación (EFOFAC).
En 1940 fue elegido miembro de la Academia Venezolana de la Lengua, ocupando el «Sillón Letra E». Entre 1940 a 1951 fue su secretario y entre 1976 a 1979, detentó el cargo de director de esta institución. En 1946 ingresó a la Academia de Ciencias Políticas y Sociales y en 1963 a la Academia Nacional de la Historia.

### Presidente provisional de Venezuela (1958-1959)

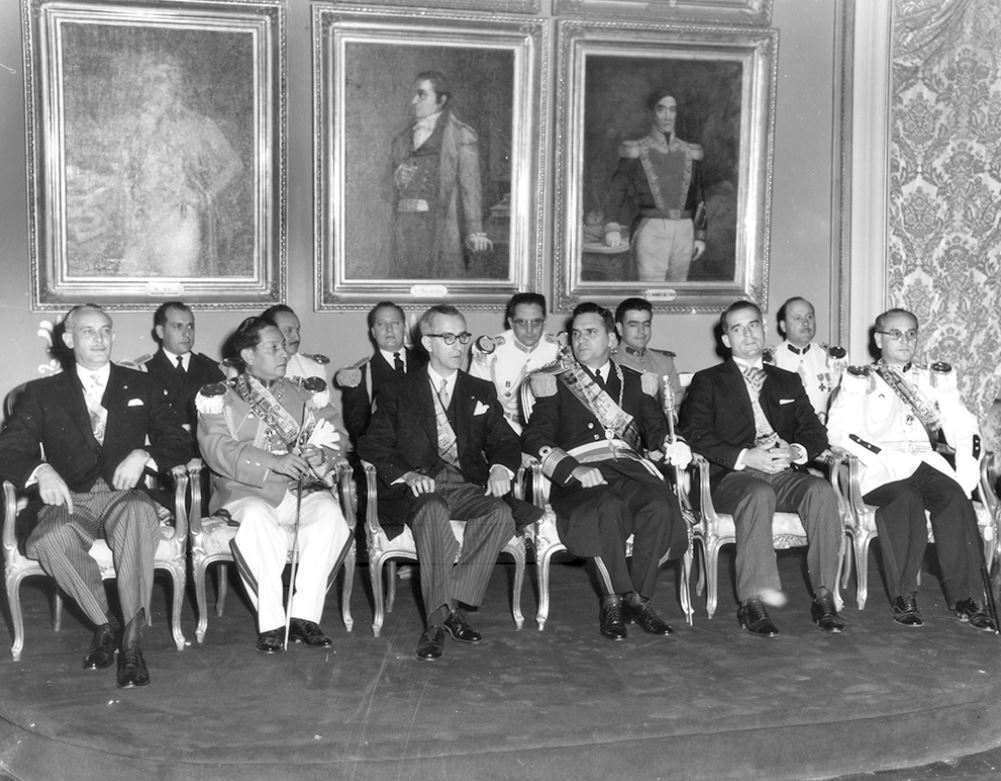
Édgar Sanabria sustituyó al contralmirante Wolfgang Larrazábal en la presidencia de la Junta de Gobierno en 1958.

Tras la caída de la dictadura de Marcos Pérez Jiménez, el 23 de enero de 1958, Édgar Sanabria fue miembro de la Junta de Gobierno provisional que tomó el poder tras el derrocamiento de Pérez Jiménez. Sanabria sustituyó al contralmirante Wolfgang Larrazábal como presidente de dicha junta de gobierno, quien decide presentarse en las elecciones bajo el Pacto de Puntofijo, el 18 de noviembre de 1958.
Durante la presidencia interina de esta junta puso en ejecución la Ley de Impuesto Complementario mediante la cual se eleva la tasa impositiva a las empresas petroleras del 50 al 60%. También se sanciona la Ley de Universidades, en la que se restablecía el estatuto de la autonomía universitaria y la inviolabilidad de sus recintos por ningún organismo de seguridad del estado. El 12 de diciembre de 1958 emitió el decreto N.º 473, por el cual se creaba el Parque nacional El Ávila abarcando un área de 66.192 hectáreas, con el propósito de conservar las bellezas escénicas, su fauna, flora y biodiversidad. El 9 de febrero de 1959 emitió el Decreto n.º 521 publicado en Gaceta Oficial No 25.883, en el cual se crea el Instituto Venezolano de Investigaciones Científicas.
El resultado electoral de los comicios presidenciales de 7 de diciembre de 1958 favorecieron a Rómulo Betancourt, del partido Acción Democrática, siguiéndole Larrazábal quien era apoyado por URD, PCV y otros partidos políticos, y en el tercer lugar COPEI, con su candidato Rafael Caldera. El 23 de enero de 1959 sirvió de anfitrión a Fidel Castro en los actos conmemorativos del primer aniversario del derrocamiento de Pérez Jiménez. El 18 de febrero de 1959 Sanabria entregó el poder a Betancourt, en sesión conjunta del Congreso Nacional.

### Embajador en Europa

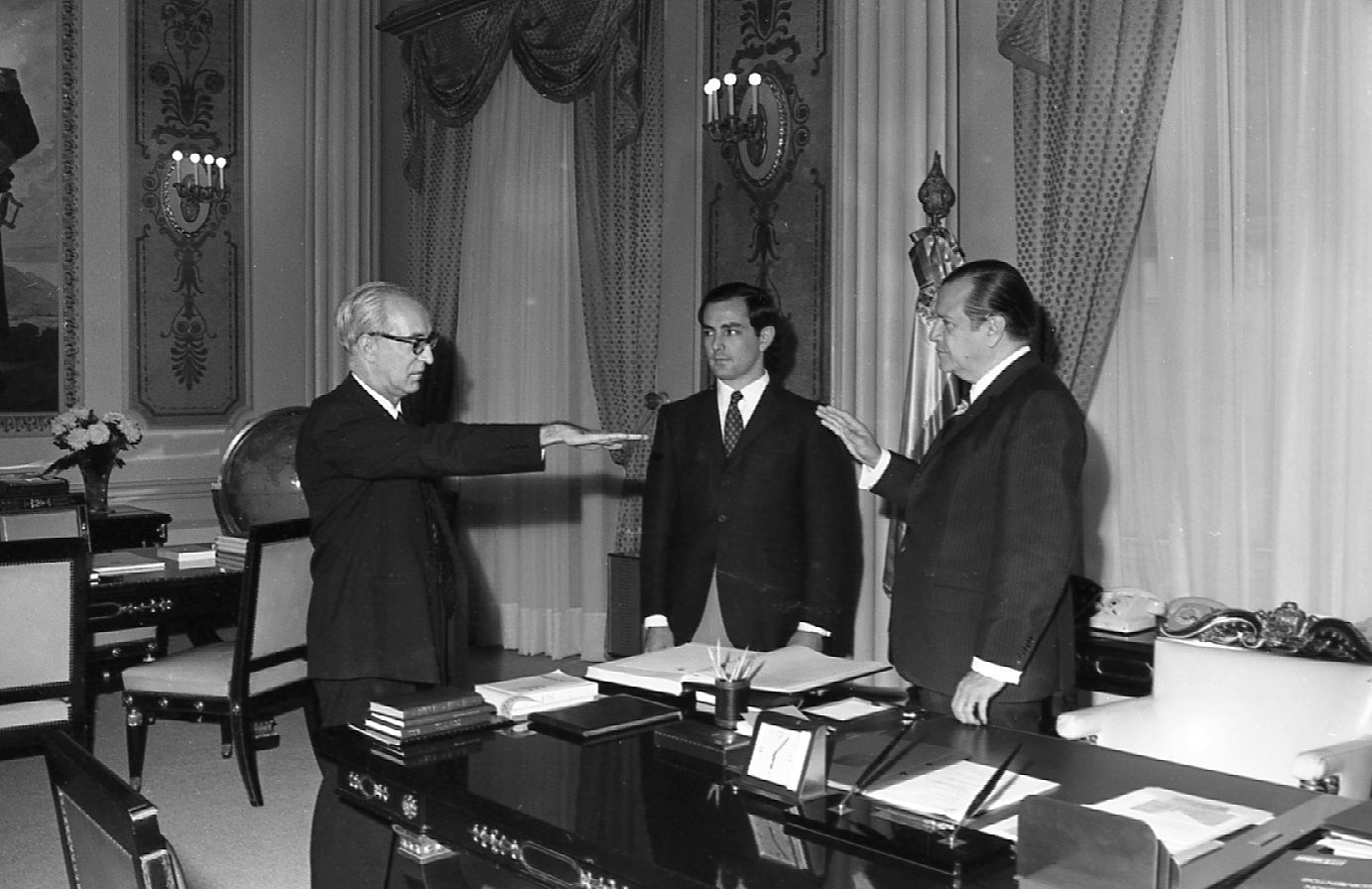
En 1969 Édgar Sanabria fue juramentado por Rafael Caldera en el cargo de comisionado especial de la Presidencia de Venezuela.

Posteriormente ocupó diferentes cargos en el cuerpo diplomático venezolano y sirvió como embajador de Venezuela ante la Santa Sede (1959-1963), Suiza (1964-1968) y Austria (1968-1970). El 28 de octubre de 1969 fue designado por Rafael Caldera en el cargo de Comisionado Especial de la Presidencia. 

### Últimos años y muerte
En 1985 Sanabria sufrió un accidente cerebrovascular y esto, sumado a discusiones maritales, lo motivaron a mudarse a casa de su hermano. El 24 de abril de 1989 Édgar Sanabria sufrió un derrame cerebrovascular que acaba con su vida a los 77 años. Sus restos fueron velados en el Salón Elíptico del Palacio Federal Legislativo. El presidente Carlos Andrés Pérez decretó tres días de duelo oficial y ondear la bandera a media asta en los edificios gubernamentales.

## Vida personal
El 19 de marzo de 1974 contrajo nupcias con Cecilia Báez Palacios, amiga desde su época de juventud, la cual había enviudado el año anterior. Primero por civil y luego en la Catedral Metropolitana de Montevideo y fijan residencia en Caracas. La pareja decide divorciarse el 14 de julio de 1987.